# Rock or Bust World Tour
Rock or Bust World Tour bylo koncertní turné australské hardrockové skupiny AC/DC, které sloužilo jako propagace studiového alba Rock or Bust. Turné trvalo od roku 2015 do roku 2016. V rámci turné skupina vystoupila v Praze na Letišti Letňany, kam dorazilo 60 000 diváků. Brian Johnson v březnu 2016 skupinu opustil, protože si poškodil sluch a pro evropskou a severoamerickou část turné ho zastoupil zpěvák Axl Rose ze skupiny Guns N' Roses.

## Setlist
2015:
1. "Rock or Bust"
2. "Shoot to Thrill"
3. "Hell Ain't a Bad Place to Be"
4. "Back in Black"
5. "Play Ball"
6. "Dirty Deeds Done Dirt Cheap"
7. "Thunderstruck"
8. "High Voltage"
9. "Rock 'n' Roll Train"
10. "Hells Bells"
11. "Baptism by Fire"
12. "You Shook Me All Night Long"
13. "Sin City"
14. "Shot Down in Flames"
15. "Have a Drink on Me"
16. "T.N.T."
17. "Whole Lotta Rosie"
18. "Let There Be Rock"
19. "Highway to Hell" (přídavek)
20. "For Those About to Rock (We Salute You)" (přídavek)

2016:
1. "Rock or Bust"
2. "Shoot to Thrill"
3. "Hell Ain't a Bad Place to Be"
4. "Back in Black"
5. "Got Some Rock & Roll Thunder"
6. "Dirty Deeds Done Dirt Cheap"
7. "Rock 'n' Roll Damnation"
8. "Thunderstruck"
9. "High Voltage"
10. "Rock 'n' Roll Train"
11. "Hells Bells"
12. "Given the Dog a Bone"
13. "Sin City"
14. "You Shook Me All Night Long"
15. "Shot Down in Flames"
16. "Have a Drink on Me"
17. "T.N.T."
18. "Whole Lotta Rosie"
19. "Let There Be Rock"
20. "Highway to Hell" (přídavek)
21. "Riff Raff" (přídavek)
22. "For Those About to Rock (We Salute You)" (přídavek)

Odehrané písně
High Voltage
- "Live Wire"
- "T.N.T."
- "High Voltage"

Dirty Deeds Done Dirt Cheap
- "Dirty Deeds Done Dirt Cheap"
- "Problem Child"

Let There Be Rock
- "Dog Eat Dog"
- "Let There Be Rock"
- "Hell Ain't a Bad Place to Be"
- "Whole Lotta Rosie"

Powerage
- "Rock 'n' Roll Damnation"
- "Riff Raff"
- "Sin City"

Highway to Hell
- "Highway to Hell"
- "Touch Too Much"
- "Shot Down in Flames"
- "If You Want Blood (You've Got It)"

Back in Black
- "Hells Bells"
- "Shoot to Thrill"
- "Given the Dog a Bone"
- "Back in Black"
- "You Shook Me All Night Long"
- "Have a Drink on Me"

For Those About to Rock We Salute You
- "For Those About to Rock (We Salute You)"

The Razors Edge
- "Thunderstruck"

Black Ice
- "Rock 'n' Roll Train"

Rock or Bust
- "Rock or Bust"
- "Play Ball"
- "Got Some Rock & Roll Thunder"
- "Baptism by Fire"

## Sestava
- Brian Johnson – zpěv (části 1–5)
- Axl Rose – zpěv (části 6–7)
- Angus Young – sólová kytara
- Stevie Young – rytmická kytara, doprovodné vokály
- Cliff Williams – basová kytara, doprovodné vokály
- Chris Slade – bicí

## Seznam koncertů
| Datum                    | Město                    | Stát                     | Místo                                    | Support                                            | Počet diváků             | Výnos                    |
| Část 1 – Severní Amerika | Část 1 – Severní Amerika | Část 1 – Severní Amerika | Část 1 – Severní Amerika                 | Část 1 – Severní Amerika                           | Část 1 – Severní Amerika | Část 1 – Severní Amerika |
| ------------------------ | ------------------------ | ------------------------ | ---------------------------------------- | -------------------------------------------------- | ------------------------ | ------------------------ |
| 10. dubna 2015           | Indio                    | Spojené státy            | Coachella Valley Music and Arts Festival | —                                                  | 198,000 / 198,000        | 28,088,088 $             |
| 17. dubna 2015           | Indio                    | Spojené státy            | Coachella Valley Music and Arts Festival | —                                                  | 198,000 / 198,000        | 28,088,088 $             |
| Část 2 – Evropa          |                          |                          |                                          |                                                    |                          |                          |
| 5. května 2015           | Arnhem                   | Nizozemsko               | GelreDome                                | Vintage Trouble                                    | 30,000 / 30,000          | —                        |
| 8. května 2015           | Norimberk                | Německo                  | Zeppelinfield                            | Vintage Trouble                                    | 80,000 / 80,000          | —                        |
| 10. května 2015          | Drážďany                 | Německo                  | Ostragehege                              | Vintage Trouble                                    | 90,000 / 90,000          | —                        |
| 14. května 2015          | Zeltweg                  | Rakousko                 | Red Bull Ring                            | Vintage Trouble                                    | 105,000 / 105,000        | —                        |
| 16. května 2015          | Hockenheim               | Německo                  | Hockenheimring                           | Vintage Trouble                                    | 100,000 / 100,000        | —                        |
| 19. května 2015          | Mnichov                  | Německo                  | Olympiastadion                           | Vintage Trouble                                    | 140,000 / 140,000        | —                        |
| 21. května 2015          | Mnichov                  | Německo                  | Olympiastadion                           | Vintage Trouble                                    | 140,000 / 140,000        | —                        |
| 23. května 2015          | Paříž                    | Francie                  | Stade de France                          | Vintage Trouble                                    | 150,000 / 150,000        | —                        |
| 26. května 2015          | Paříž                    | Francie                  | Stade de France                          | Vintage Trouble                                    | 150,000 / 150,000        | —                        |
| 29. května 2015          | Barcelona                | Španělsko                | Estadi Olímpic Lluís Companys            | Vintage Trouble                                    | 60,000 / 60,000          | —                        |
| 31. května 2015          | Madrid                   | Španělsko                | Estadio Vicente Calderón                 | Vintage Trouble                                    | 104,360 / 104,360        | —                        |
| 2. června 2015           | Madrid                   | Španělsko                | Estadio Vicente Calderón                 | Vintage Trouble                                    | 104,360 / 104,360        | —                        |
| 5. června 2015           | Curych                   | Švýcarsko                | Stadion Letzigrund                       | Vintage Trouble                                    | 100,000 / 100,000        | —                        |
| 7. června 2015           | Curych                   | Švýcarsko                | Stadion Letzigrund                       | Vintage Trouble                                    | 100,000 / 100,000        | —                        |
| 19. června 2015          | Kolín nad Rýnem          | Německo                  | Jahnwiesen                               | Vintage Trouble                                    | 80,000 / 80,000          | —                        |
| 21. června 2015          | Hannover                 | Německo                  | Messegelände Hannover                    | Vintage Trouble                                    | 75,000 / 75,000          | —                        |
| 25. června 2015          | Berlín                   | Německo                  | Olympiastadion                           | Vintage Trouble                                    | 70,000 / 70,000          | —                        |
| 28. června 2015          | Glasgow                  | Skotsko                  | Hampden Park                             | Vintage Trouble                                    | 50,335 / 50,335          | 5,126,269 $              |
| 1. července 2015         | Dublin                   | Irsko                    | Aviva Stadium                            | Vintage Trouble                                    | 50,000 / 50,000          | —                        |
| 4. července 2015         | Londýn                   | Anglie                   | Wembley Stadium                          | Vintage Trouble                                    | 80,000 / 80,000          | —                        |
| 6. července 2015         | Dessel                   | Belgie                   | Festivalpark Stenehei                    | Vintage Trouble                                    | 50,000 / 50,000          | —                        |
| 9. července 2015         | Imola                    | Itálie                   | Autodromo Enzo e Dino Ferrari            | Vintage Trouble                                    | 90,034 / 90,034          | 7,482,298 $              |
| 12. července 2015        | Gelsenkirchen            | Německo                  | Veltins-Arena                            | Vintage Trouble                                    | 55,000 / 55,000          | —                        |
| 15. července 2015        | Roskilde                 | Dánsko                   | Festival Roskilde                        | Vintage Trouble                                    | 55,000 / 55,000          | —                        |
| 17. července 2015        | Oslo                     | Norsko                   | Valle-Hovin                              | Vintage Trouble                                    | 40,000 / 40,000          | —                        |
| 19. července 2015        | Stockholm                | Švédsko                  | Friends Arena                            | Vintage Trouble                                    | 50,460 / 50,460          | —                        |
| 22. července 2015        | Hämeenlinna              | Finsko                   | Kantolan Tapahtumapuisto                 | Vintage Trouble                                    | 55,000 / 55,000          | 5,016,055 $              |
| 25. července 2015        | Varšava                  | Polsko                   | PGE Narodowy                             | Vintage Trouble                                    | 48,000 / 48,000          | —                        |
| Část 3 – Severní Amerika |                          |                          |                                          |                                                    |                          |                          |
| 22. srpna 2015           | Foxborough               | Spojené státy            | Gillete Stadium                          | Vintage Trouble                                    | 48,000 / 48,000          | —                        |
| 26. srpna 2015           | East Rutherford          | Spojené státy            | MetLife Stadium                          | Vintage Trouble                                    | 48,881 / 50,000          | 4,492,251 $              |
| 28. srpna 2015           | Québec                   | Kanada                   | Plains of Abraham                        | Vintage Trouble                                    | 48,588 / 58,000          | 4,047,480 $              |
| 31. srpna 2015           | Montréal                 | Kanada                   | Olympic Stadium                          | Vintage Trouble                                    | 36,917 / 46,100          | 3,238,650 $              |
| 3. září 2015             | Ottawa                   | Kanada                   | TD Place Stadium                         | Vintage Trouble                                    | 32,000 / 32,000          | —                        |
| 5. září 2015             | Moncton                  | Kanada                   | Magnetic Hill Concert Site               | Vintage Trouble                                    | 50,000 / 50,000          | —                        |
| 8. září 2015             | Detroit                  | Spojené státy            | Ford Field                               | Vintage Trouble                                    | 43,000 / 43,000          | —                        |
| 10. září 2015            | Toronto                  | Kanada                   | Downsview Park                           | Vintage Trouble                                    | 40,000 / 40,000          | —                        |
| 15. září 2015            | Chicago                  | Spojené státy            | Wrigley Field                            | Vintage Trouble                                    | 29,732 / 29,732          | 3,024,480 $              |
| 17. září 2015            | Winnipeg                 | Kanada                   | Investors Group Field                    | Vintage Trouble                                    | 34,000 / 34,000          | —                        |
| 20. září 2015            | Edmonton                 | Kanada                   | Commonwealth Stadium                     | Vintage Trouble                                    | 55,000 / 55,000          | —                        |
| 22. září 2015            | Vancouver                | Kanada                   | BC Place Stadium                         | Vintage Trouble                                    | 45,000 / 45,000          | —                        |
| 25. září 2015            | San Francisco            | Spojené státy            | AT&T Park                                | Vintage Trouble                                    | 46,167 / 46,167          | 4,446,189 $              |
| 28. září 2015            | Los Angeles              | Spojené státy            | Dodger Stadium                           | Vintage Trouble                                    | 46,215 / 46,215          | 3,975,040 $              |
| Část 4 – Oceánie         |                          |                          |                                          |                                                    |                          |                          |
| 4. listopadu 2015        | Sydney                   | Austrálie                | ANZ Stadium                              | The Hives Kingswood                                | 140,000 / 140,000        | —                        |
| 7. listoapdu 2015        | Sydney                   | Austrálie                | ANZ Stadium                              | The Hives Kingswood                                | 140,000 / 140,000        | —                        |
| 12. listopadu 2015       | Brisbane                 | Austrálie                | Queensland Sport and Athletics Centre    | The Hives Kingswood                                | 90,000 / 90,000          | —                        |
| 14. listopadu 2015       | Brisbane                 | Austrálie                | Queensland Sport and Athletics Centre    | The Hives Kingswood                                | 90,000 / 90,000          | —                        |
| 21. listopadu 2015       | Adelaide                 | Austrálie                | Adelaide Oval                            | The Hives Kingswood                                | 50,000 / 50,000          | —                        |
| 27. listopadu 2015       | Perth                    | Austrálie                | Domain Stadium                           | The Hives Kingswood                                | 80,000 / 80,000          | —                        |
| 29. listopadu 2015       | Perth                    | Austrálie                | Domain Stadium                           | The Hives Kingswood                                | 80,000 / 80,000          | —                        |
| 6. prosince 2015         | Melbourne                | Austrálie                | Etihad Stadium                           | The Hives Kingswood                                | 100,000 / 100,000        | —                        |
| 8. prosince 2015         | Melbourne                | Austrálie                | Etihad Stadium                           | The Hives Kingswood                                | 100,000 / 100,000        | —                        |
| 12. prosince 2015        | Wellington               | Nový Zéland              | Westpac Stadium                          | Shihad Villainy                                    | 30,000 / 30,000          | —                        |
| 15. prosince 2015        | Auckland                 | Nový Zéland              | Western Springs Stadium                  | Shihad Villainy                                    | 30,000 / 30,000          | —                        |
| Část 5 – Severní Amerika |                          |                          |                                          |                                                    |                          |                          |
| 2. února 2016            | Tacoma                   | Spojené státy            | Tacoma Dome                              | Tyler Bryant & The Shakedown                       | 21,337 / 21,337          | 2,544,102 $              |
| 5. února 2016            | Paradise                 | Spojené státy            | MGM Grand Garden Arena                   | Tyler Bryant & The Shakedown                       | 13,817 / 13,817          | 1,416,474 $              |
| 8. února 2016            | Denver                   | Spojené státy            | Pepsi Center                             | Tyler Bryant & The Shakedown                       | —                        | —                        |
| 11. února 2016           | Fargo                    | Spojené státy            | Fargodome                                | Tyler Bryant & The Shakedown                       | 19,308 / 19,308          | 2,049,080 $              |
| 14. února 2016           | Saint Paul               | Spojené státy            | Xcel Energy Center                       | Tyler Bryant & The Shakedown                       | 14,858 / 14,858          | 2,010,470 $              |
| 17. února 2016           | Chicago                  | Spojené státy            | United Center                            | Tyler Bryant & The Shakedown                       | 13,773 / 13,773          | 1,696,155 $              |
| 20. února 2016           | St. Louis                | Spojené státy            | Scottrade Center                         | Tyler Bryant & The Shakedown                       | 13,985 / 14,320          | 1,520,878 $              |
| 23. února 2016           | Dallas                   | Spojené státy            | American Airlines Center                 | Tyler Bryant & The Shakedown                       | 13,727 / 14,391          | 1,519,861 $              |
| 26. února 2016           | Houston                  | Spojené státy            | Toyota Center                            | Tyler Bryant & The Shakedown                       | —                        | —                        |
| 28. února 2016           | Kansas City              | Spojené státy            | Sprint Center                            | Tyler Bryant & The Shakedown                       | 15,000 / 15,000          | —                        |
| Část 6 – Evropa          |                          |                          |                                          |                                                    |                          |                          |
| 7. května 2016           | Lisabon                  | Portugalsko              | Passeio Marítimo de Algés                | Tyler Bryant & The Shakedown                       | 60,000 / 60,000          | —                        |
| 10. května 2016          | Sevilla                  | Španělsko                | Estadio Olímpico de la Cartuja           | Tyler Bryant & The Shakedown                       | 60,000 / 60,000          | —                        |
| 13. května 2016          | Marseille                | Francie                  | Stade Vélodrome                          | Tyler Bryant & The Shakedown                       | 60,000 / 60,000          | —                        |
| 16. května 2016          | Werchter                 | Belgie                   | Rock Werchter                            | Tyler Bryant & The Shakedown, Black Box Revelation | 60,000 / 80,000          | —                        |
| 19. května 2016          | Vídeň                    | Rakousko                 | Ernst-Happel-Stadion                     | Tyler Bryant & The Shakedown                       | 50,000 / 50,000          | —                        |
| 22. května 2016          | Praha                    | Česko                    | Letiště Letňany                          | Tyler Bryant & The Shakedown, Doctor Victor        | 60,000 / 60,000          | —                        |
| 26. května 2016          | Hamburk                  | Německo                  | Volksparkstadion                         | Tyler Bryant & The Shakedown                       | 47,000 / 47,000          | —                        |
| 29. května 2016          | Bern                     | Švýcarsko                | Stade de Suisse                          | Tyler Bryant & The Shakedown                       | 41,500 / 41,500          | —                        |
| 1. června 2016           | Lipsko                   | Německo                  | Red Bull Arena                           | Tyler Bryant & The Shakedown                       | 45,000 / 45,000          | —                        |
| 4. června 2016           | Londýn                   | Anglie                   | Olympic Stadium                          | Tyler Bryant & The Shakedown                       | 65,000 / 65,000          | —                        |
| 9. června 2016           | Manchester               | Anglie                   | Etihad Stadium                           | Tyler Bryant & The Shakedown                       | 55,000 / 55,000          | —                        |
| 12. června 2016          | Aarhus                   | Dánsko                   | Ceres Park                               | Tyler Bryant & The Shakedown                       | 25,000 / 25,000          | —                        |
| 15. června 2016          | Düsseldorf               | Německo                  | Esprit Arena                             | Tyler Bryant & The Shakedown, Massendefekt         | 30,000 / 45,000          | —                        |
| Část 7 – Severní Amerika |                          |                          |                                          |                                                    |                          |                          |
| 27. srpna 2016           | Greensboro               | Spojené státy            | Greensboro Coliseum                      | Tyler Bryant & The Shakedown                       | 12,320 / 13,898          | 1,268,400 $              |
| 30. srpna 2016           | Sunrise                  | Spojené státy            | BB&T Center                              | Tyler Bryant & The Shakedown                       | 11,930 / 12,944          | 1,263,029 $              |
| 1. září 2016             | Atlanta                  | Spojené státy            | Philips Arena                            | Tyler Bryant & The Shakedown                       | 11,173 / 13,012          | 1,169,355 $              |
| 4. září 2016             | Columbus                 | Spojené státy            | Nationwide Arena                         | Tyler Bryant & The Shakedown                       | 11,032 / 15,771          | 1,366,460 $              |
| 6. září 2016             | Cleveland                | Spojené státy            | Quicken Loans Arena                      | Tyler Bryant & The Shakedown                       | 8,355 / 9,113            | 901,870 $                |
| 9. září 2016             | Auburn Hills             | Spojené státy            | The Palace of Auburn Hills               | Tyler Bryant & The Shakedown                       | 7,897 / 12,626           | 904,984 $                |
| 11. září 2016            | Buffalo                  | Spojené státy            | KeyBank Center                           | Tyler Bryant & The Shakedown                       | 10,000 / 14,000          | —                        |
| 14. září 2016            | New York City            | Spojené státy            | Madison Square Garden                    | Tyler Bryant & The Shakedown                       | 13,737 / 13,737          | 1,555,320 $              |
| 17. září 2016            | Washington, D.C.         | Spojené státy            | Verizon Center                           | Tyler Bryant & The Shakedown                       | 11,708 / 14,182          | 1,423,688 $              |
| 20. září 2016            | Filadelfie               | Spojené státy            | Wells Fargo Center                       | Tyler Bryant & The Shakedown                       | 14,089 / 14,089          | 1,216,141 $              |
| Celkem                   | Celkem                   | Celkem                   | Celkem                                   | Celkem                                             | Celkem                   | 221,100,000 $            |